# Katyń (film dokumentalny)
Katyń – film dokumentalny, zestawny w reżyserii Witolda Zadrowskiego wyprodukowany przed 1989 r. Film dotyczy zbrodni katyńskiej. W filmie wykorzystano obszerne, nieznane bądź mało znane fragmenty niemieckich i sowieckich kronik filmowych oraz zamieszczono wypowiedzi świadków St. Swianiewicza, J. Czapskiego, J. Van Vlleta, ks. Z. Paszkowskiego, W. Cichego.